# Лорі-віні бірюзовий
Ло́рі-ві́ні бірюзовий (Vini ultramarina) — вид папугоподібних птахів родини Psittaculidae. Мешкає на островах Полінезії.

## Опис

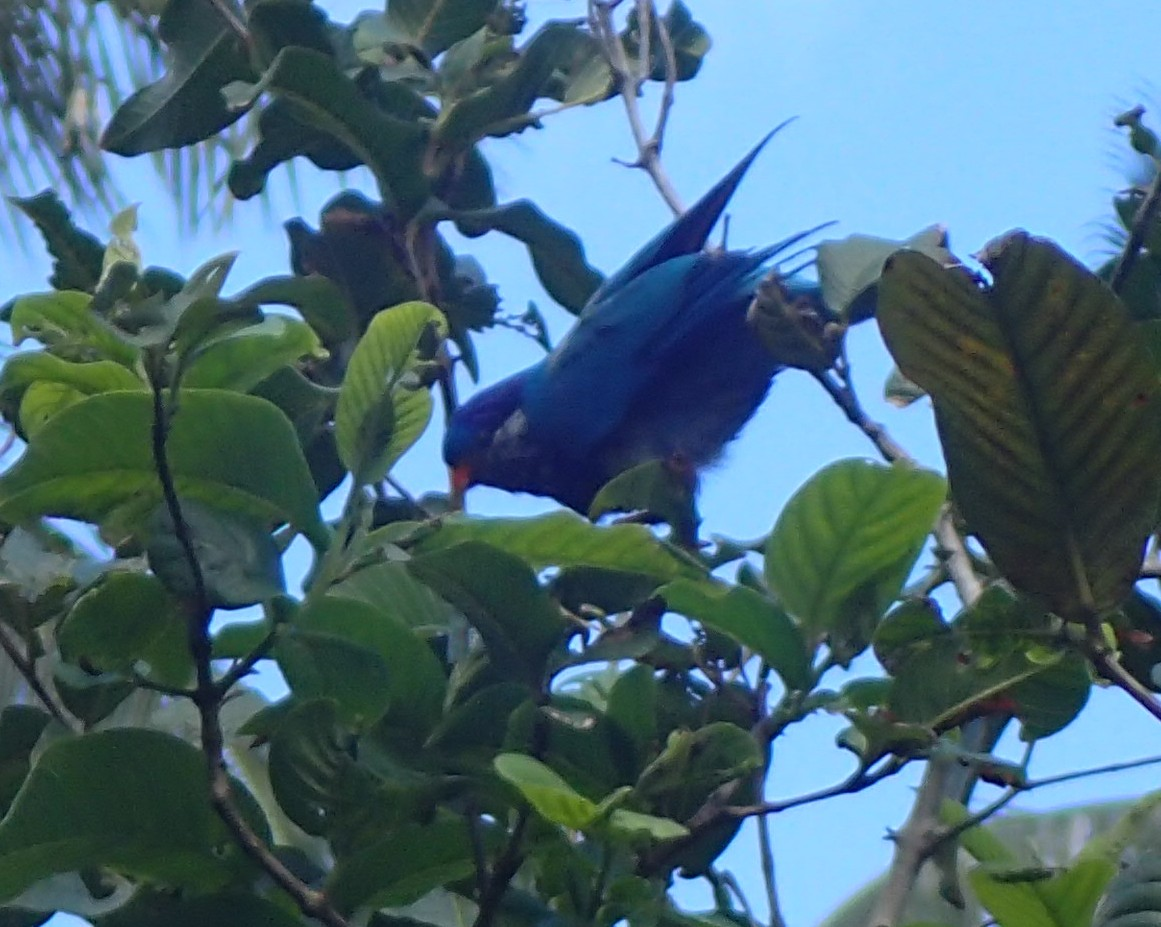
Бірюзовий лорі-віні

Довжина птаха становить 17-18 см, вага 35-40 г, довжина крила 115-127 г. Лоб темно-синій, тім'я і потилиця бірюзові, обличчя біле. Верхня частина тіла темно-синя, нижня частина тіла біла, поцяткована темно-синіми смужками, груди поцятковані синіми смужками. Стегна і нижні покривні пера хвоста бірюзові. Хвіст світло-синій, на кінці білий. Дзьоб оранжевий, на кінці чорнуватий. Райдужки жовтувато-оранжеві, лапи оранжеві. У молодих птахів нижня частина тіла темно-синя, груди і боки світлі, скроні сіруваті, дзьоб чорний.

## Поширення і екологія
Бірюзові лорі-віні раніше мешкали на островах Фату-Хіва, Уа-Пу, Нуку-Хіва і Уа-Хука в архіпелазі Маркізьких островів, однак вимерли на всіх островах, за винятком Уа-Хука. Вони живуть у вологих рівнинних і гірських тропічних лісах та на кокосових плантаціях. Зустрічаються зграйками. Живляться нектаром, пилком, квітками, плодами і комахами. Віддають перевагу квіткам кокосових пальм, бананів і гібіскусів Hibiscus tileaceus та плодам манго. Гніздяться в дуплах дерев, в кладці 2 яйця розміром 22,5×18,5 мм.

## Збереження
МСОП класифікує цей вид як такий, що перебуває на межі зникнення. За оцінками дослідників, популяція бірюзових лорі-віні становить від 1000 до 2500 птахів. Їм загрожує знищення природного середовища, а також хижацтво з боку інтродукованих щурів Rattus rattus. На думку дослідників, якщо щури потраплять на остров Уа-Хука, то бірюзові лорі-віні вимруть через 20 років.